# Watsonia paucifolia
Watsonia paucifolia är en irisväxtart som beskrevs av Peter Goldblatt. Watsonia paucifolia ingår i släktet Watsonia och familjen irisväxter. Inga underarter finns listade i Catalogue of Life.